# Blastome pleuropulmonaire
 (février 2024).
Si vous disposez d'ouvrages ou d'articles de référence ou si vous connaissez des sites web de qualité traitant du thème abordé ici, merci de compléter l'article en donnant les références utiles à sa vérifiabilité et en les liant à la section « Notes et références ».
 Mise en garde médicale
Le blastome pleuropulmonaire est une tumeur embryonnaire touchant le jeune enfant. 
Elle se distingue du pneumoblastome, observé chez l'adulte. 